# Solène Ndama
Solène Ndama (ur. 23 września 1998 w Bordeaux) – francuska lekkoatletka, płotkarka i wieloboistka.
Urodziła się w rodzinie pochodzącej z Gabonu.
Zdobyła złoty medal w biegu na 100 metrów przez płotki na mistrzostwach Europy juniorów w 2017 w Grosseto. Na mistrzostwach Europy w 2018 w Berlinie awansowała do finału tej konkurencji, lecz została w nim zdyskwalifikowana. 
Zdobyła brązowy medal w pięcioboju na halowych mistrzostwach Europy w 2019 w Glasgow (wyprzedziły ją tylko Brytyjski Katarina Johnson-Thompson i Niamh Emerson). Wyrównała wówczas halowy rekord Francji należący do Antoinette Nany Djimou wynikiem 4723 pkt. Na tych samych mistrzostwach odpadła w półfinale biegu na 60 metrów przez płotki. Nie ukończyła siedmioboju na młodzieżowych mistrzostwach Europy w 2019 w Gävle.
Zwyciężyła w halowych mistrzostwach Francji w pięcioboju w 2019, a w 2018 zdobyła w tej konkurencji srebrny medal.
Rekordy życiowe Ndamy:
- bieg na 100 metrów przez płotki – 12,77 (8 sierpnia 2018, Berlin)
- bieg na 60 metrów przez płotki (hala) – 8,03 (9 lutego 2019, Nantes)
- siedmiobój – 6290 pkt. (23 czerwca 2019, Talence)
- pięciobój (hala) – 4723 pkt. (1 marca 2019, Glasgow)